# Max Elskamp
Max Elskamp (5. května 1862 – 10. prosince 1931) byl francouzsky píšící belgický symbolista, člen Mladé Belgie[ujasnit]. Vydal sbírky Nedělní kázání (1892), Symbolicky k apoštolství (1895), Šest písní chudého člověka (1895), Iluminace (1898), Chvála života (1898).